# .ne
.ne – domena internetowa przypisana od roku 1996 do Nigru i administrowana przez SONITEL.

## Domeny drugiego poziomu
Brak danych.